# Ровен, Чарльз
Чарльз Ровен (англ. Charles Roven; род. 2 августа 1949) — американский кинопродюсер. Президент и сооснователь компании Atlas Entertainment.

## Биография
Ровен — еврей. Был женат на продюсере Доун Стил до её смерти в 1997 году. Теперь он женат на Стефани Хаймс, дочери Дика Хаймса и Фрэн Джеффрис.

## Фильмография
- Сделанные в Америке / Made in U.S.A. (1987)
- Красавчик Джонни / Johnny Handsome (1989)
- Кровь героев / The Blood of Heroes (1989)
- Человек в кадиллаке / Cadillac Man (1990)
- Окончательный анализ / Final Analysis (1992)
- Ангус / Angus (1995)
- 12 обезьян / 12 Monkeys (1995)
- Падший / Fallen (1998)
- Город ангелов / City of Angels (1998)
- Три короля / Three Kings (1999)
- Роллербол / Rollerball (2002)
- Скуби-Ду / Scooby-Doo (2002)
- Пуленепробиваемый монах / Bulletproof Monk (2003)
- Скуби-Ду 2: Монстры на свободе / Scooby-Doo 2: Monsters Unleashed (2004)
- Бэтмен: Начало / Batman Begins (2005)
- Братья Гримм / The Brothers Grimm (2005)
- Смерть в эфире / Live! (2007)
- Ограбление на Бейкер-стрит / The Bank Job (2008)
- Напряги извилины / Get Smart (2008)
- Тёмный рыцарь / The Dark Knight (2008)
- Интернэшнл / The International (2009)
- Время ведьм / Season of the Witch (2011)
- Тёмный рыцарь: Возрождение легенды / The Dark Knight Rises (2012)
- Человек из стали / Man of Steel (2013)
- Афера по-американски / American Hustle (2013)
- Бэтмен против Супермена: На заре справедливости / Batman v Superman: Dawn of Justice (2016)
- Отряд самоубийц / Suicide Squad (2016)
- Чудо-женщина / Wonder Woman (2017)